# Schloss Emsburg
Schloss Emsburg är ett slott i Österrike.   Det ligger i distriktet Salzburg Stadt och förbundslandet Salzburg, i den centrala delen av landet, 250 km väster om huvudstaden Wien. Schloss Emsburg ligger 433 meter över havet.
Terrängen runt Schloss Emsburg är varierad. Runt Schloss Emsburg är det ganska tätbefolkat, med 83 invånare per kvadratkilometer.. Närmaste större samhälle är Salzburg, 3,4 km norr om Schloss Emsburg. 
I omgivningarna runt Schloss Emsburg växer i huvudsak blandskog.